# Tournoisis
Tournoisis és un municipi francès, situat al departament del Loiret i a la regió de Centre – Vall del Loira. L'any 2007 tenia 357 habitants.

## Demografia

### Població
El 2007 la població de fet de Tournoisis era de 357 persones. Hi havia 132 famílies, de les quals 31 eren unipersonals (19 homes vivint sols i 12 dones vivint soles), 35 parelles sense fills, 62 parelles amb fills i 4 famílies monoparentals amb fills.
La població ha evolucionat segons el següent gràfic:
Habitants censats

### Habitatges
El 2007 hi havia 156 habitatges, 137 eren l'habitatge principal de la família, 12 eren segones residències i 7 estaven desocupats. 155 eren cases i 1 era un apartament. Dels 137 habitatges principals, 121 estaven ocupats pels seus propietaris, 14 estaven llogats i ocupats pels llogaters i 2 estaven cedits a títol gratuït; 2 tenien dues cambres, 18 en tenien tres, 27 en tenien quatre i 90 en tenien cinc o més. 112 habitatges disposaven pel capbaix d'una plaça de pàrquing. A 50 habitatges hi havia un automòbil i a 79 n'hi havia dos o més.

### Piràmide de població
La piràmide de població per edats i sexe el 2009 era:
| Homes | Edats   | Dones |
| ----- | ------- | ----- |
| 0     | 95 o +  | 0     |
| 0     | 90 a 94 | 1     |
| 2     | 85 a 89 | 3     |
| 4     | 80 a 84 | 1     |
| 3     | 75 a 79 | 5     |
| 8     | 70 a 74 | 6     |
| 10    | 65 a 69 | 13    |
| 11    | 60 a 64 | 8     |
| 7     | 55 a 59 | 8     |
| 14    | 50 a 54 | 12    |
| 9     | 45 a 49 | 11    |
| 12    | 40 a 44 | 11    |
| 9     | 35 a 39 | 11    |
| 14    | 30 a 34 | 10    |
| 9     | 25 a 29 | 9     |
| 5     | 20 a 24 | 10    |
| 7     | 15 a 19 | 11    |
| 9     | 10 a 14 | 12    |
| 3     | 5 a 9   | 9     |
| 11    | 0 a 4   | 10    |

## Economia
El 2007 la població en edat de treballar era de 209 persones, 170 eren actives i 39 eren inactives. De les 170 persones actives 165 estaven ocupades (89 homes i 76 dones) i 5 estaven aturades (2 homes i 3 dones). De les 39 persones inactives 16 estaven jubilades, 14 estaven estudiant i 9 estaven classificades com a «altres inactius».

### Ingressos
El 2009 a Tournoisis hi havia 139 unitats fiscals que integraven 379 persones, la mediana anual d'ingressos fiscals per persona era de 20.425 €.

### Activitats econòmiques
Dels 16 establiments que hi havia el 2007, 3 eren d'empreses extractives, 2 d'empreses de fabricació d'altres productes industrials, 5 d'empreses de construcció, 1 d'una empresa de comerç i reparació d'automòbils, 1 d'una empresa de transport, 1 d'una empresa d'hostatgeria i restauració i 3 d'empreses classificades com a «altres activitats de serveis».
Dels 6 establiments de servei als particulars que hi havia el 2009, 2 eren guixaires pintors, 2 fusteries, 1 electricista i 1 perruqueria.
L'any 2000 a Tournoisis hi havia 19 explotacions agrícoles que ocupaven un total de 1.504 hectàrees.

## Equipaments sanitaris i escolars
El 2009 hi havia una escola elemental integrada dins d'un grup escolar amb les comunes properes formant una escola dispersa.

## Poblacions més properes
El següent diagrama mostra les poblacions més properes.